# 엑스박스 네트워크
엑스박스 네트워크(Xbox network, 이전 명칭: 엑스박스 라이브, Xbox Live, Xbox LIVE)는 마이크로소프트사가 만들어 운영하고 있는 온라인 멀티플레이 게이밍 디지털 미디어 전달 서비스이다. 2002년 11월에 엑스박스 게임기에 처음 사용할 수 있게 되었다. 이 서비스의 업데이트된 버전은 엑스박스 360 게임기에서 사용할 수 있게 되었다. 게임 포 윈도우 - 라이브는 윈도우 비스타 PC 시스템의 장점을 부각하며, 라이브 애니웨어 이니셔티브의 일부로서 휴대용 기기와 휴대 전화와 같은 다른 플랫폼으로 라이브 서비스를 확장할 계획을 가지고 있으며 2013년 기준으로 윈도우 폰, 윈도우 7, 윈도우 8에서 구현되고 있다. 윈도우 폰을 제외한 스마트폰을 위한 애플리케이션이 출시되었다. 이름은 엑스박스 스마트글래스이다.

## 역사
엑스박스가 2001년 11월 15일 런칭했을 때, 당시에는 서머 2002 디플로피먼트를 위한 무명의 온라인 서비스가 제공되는 운명에 처했다. 엑스박스 라이브는 E3 2002에서 마침내 이름이 밝혀졌으며, 이 때 이 서비스가 완전하게 모습을 드러냈다. 마이크로소프트는 50개의 엑스박스 라이브 타이틀이 2003년 말까지 판매될 수 있을 것이라 발표하였다.

## 엑스박스 라이브 기능 (엑스박스 360 기준)
- 게이머 프로필 디스플레이 모토
- 게임을 즐기는 동안 얻는 게임 성취도
- 다른 플레이어와 겨룰지 여부를 결정하는 플레이어에게 투표하는 명성률
- 플레이어의 성취 점수 전체를 매키는 게임 점수
- 최대 100 명의 친구를 추가할 수 있는 친구 목록
- 플레이했던 마지막 50 명까지 보여 주는 최근의 플레이어 목록
- 엑스박스 라이브 이용 조항을 어긴 다른 사용자를 보고하는 시스템
- 일반 기능에 쉽게 접근할 수 있는 창을 열어 주는 엑스박스 가이드
- 윈도우 라이브 메신저 통합
- 엑스박스 라이브 마켓플레이스 콘텐츠 접근 (새로운 게임 콘텐츠, 게임, 영화 포함)
- 음성 대화 (유무선 헤드셋 요구)
- 화상 대화 (라이브 비전 카메라 요구. 대화를 위한 헤드셋은 선택 사항. 골드 회원만 사용할 수 있음.)
- 멀티플레이 온라인 게임 플레이 (48 시간 테스트 코드를 사용하지 않는 경우 골드 회원만 사용할 수 있음.)
- 개인 관심 사항, URL 등을 보여 주는 바이오 섹션
- 자녀 보호 기능

## 엑스박스 라이브 실버, 골드
| 기능                   | 라이브 실버 | 라이브 골드 |
| ---------------------- | ----------- | ----------- |
| 콘텐츠 다운로드        | 지원↑       | 지원        |
| 음성 대화              | 지원        | 지원        |
| 화상 대화              | 지원 안함   | 지원        |
| 멀티플레이 게임 플레이 | 지원 안함   | 지원        |
| 파티                   | 지원 안함   | 지원        |
| ↑골드 신청 후 1 주일   |             |             |

- 모든 엑스박스 360은 구입하면 엑스박스 라이브 골드 한 달 이용권을 무료로 제공한다. 12개월로 업그레이드하거나 서비스를 유지하려면, 사용자는 엑스박스 360을 통해 신용 카드로 등록하거나 프리페이드 골드 신청 카드를 소매점에서 미리 구입하여야 한다.
- 모든 엑스박스, 엑스박스 360은 엑스박스 라이브에 접속하기 위해 광역 연결을 요구한다.

## 마켓플레이스
엑스박스 라이브 마켓플레이스는 엑스박스 라이브 아케이드 타이틀, 오리지널 엑스박스 타이틀, 엑스박스 360 게임 데모, 추가 맵, 차량, 노래 같은 게임 확장팩, 트레일러, 게이머 사진 및 테마, 텔레비전 프로그램, 뮤직 비디오, 대여 영화 등을 유무료로 제공하는 온라인 상점이다.
콘텐츠 결제는 마이크로소프트 포인트를 사용한다.

## 게임 카드
게임 카드는 마이크로소프트 엑스박스 라이브의 사용자 프로필을 요약해 놓는 데 쓰이는 정보판이다. 게임카드의 정보에는 다음을 포함한다:
- 게이머 태그
- 게임 점수
- 명성 지수
- 게이머 존 (Recreation / Pro / Family / Underground)
- 최근에 플레이한 게임
- 이름
- 바이오 (Bio)
- 위치
- 모토

## 이용 가능한 나라
엑스박스 라이브는 현재 37개의 국가와 지역에서 사용할 수 있다:

전 세계 엑스박스 라이브 이용 가능 국가.

|  | - 그리스 - 남아프리카 공화국 - 네덜란드 - 노르웨이 - 뉴질랜드 - 대한민국 - 덴마크 |  | - 독일 - 러시아 - 멕시코 - 미국 - 벨기에 - 브라질 - 스웨덴 |  | - 스위스 - 스페인 - 싱가포르 - 아일랜드 - 영국 - 오스트레일리아 - 오스트리아 |  | - 이탈리아 - 인도 - 일본 - 중화민국 - 체코 - 칠레 - 캐나다 |  | - 콜롬비아 - 포르투갈 - 폴란드 - 프랑스 - 핀란드 - 헝가리 - 홍콩 |

## 같이 보기
- 엑스박스
- 엑스박스 라이브 마켓플레이스
- 엑스박스 라이브 아케이드
- 엑스박스 라이브 비전
- 게임 포 윈도우 - 라이브
- 라이브 애니웨어
- 윈도우 폰